# DMS-59

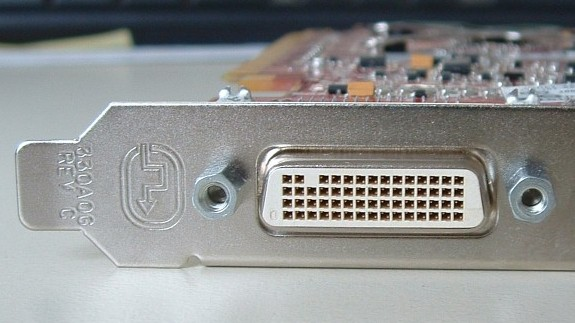
DMS-59 роз'єм.

DMS-59 роз'єм в деталях

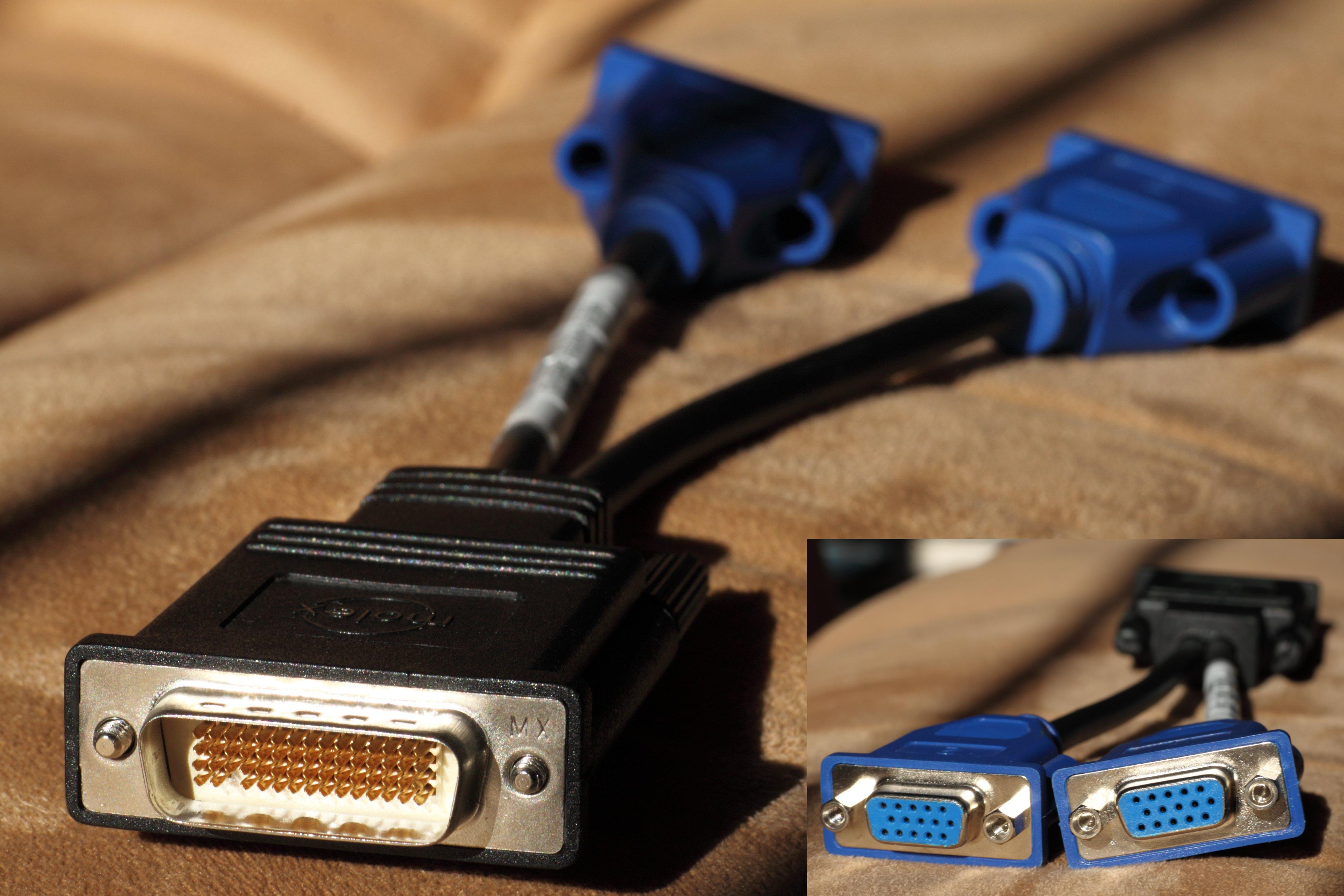
DMS-59 to dual VGA адаптер

DMS—59 (також відомий як DMS59) — інтерфейс широко застосовується на професійних відеокартах.
Патентом на інтерфейс володіє компанія Molex, будь-який виробник відеокарт з таким роз'єднувачем змушений платити ліцензійні відрахування. Зовні цей роз'єднувач дуже нагадує DVI, але підключити до нього монітор без спеціального розгалужувача не вдасться. Цей 59-голковий роз'єднувач дозволяє під'єднувати до одного порту два монітори з роз'єднувачами D- Sub або DVI через спеціальний розгалужувач. Навіть  відеокарта низького профілю з двома портами DMS59 може виводити зображення на чотири монітори одночасно. За наявності підтримки HDCP з боку відеокарти, інтерфейс DMS59 може легко передавати «захищений» відеосигнал.